# 4647 Syuji
4647 Syuji је астероид главног астероидног појаса чија средња удаљеност од Сунца износи 2,893 астрономских јединица (АЈ).
Апсолутна магнитуда астероида је 12,6.